# Жанауйим
Жанауйи́м (каз. Жаңаұйым) — село у складі Толебійського району Туркестанської області Казахстану. Адміністративний центр Аккумського сільського округу.
Населення — 1263 особи (2021; 616 у 2009, 1228 у 1999, 1158 у 1989).